# Gütighausen
Gütighausen är en ort i kommunen Thalheim an der Thur i kantonen Zürich, Schweiz. 